# Kon Artis
Denaun Porter, pseud. Kon Artis lub Mr. Porter (ur. 7 grudnia 1978 w Karolinie Północnej w Stanach Zjednoczonych) – amerykański raper, DJ i producent muzyczny. Współtwórca grupy D12.

## Życiorys
Denaun Porter urodził się w Karolinie Północnej i w wieku dziesięciu lat przeprowadził się do Detroit w stanie Michigan, jeszcze wcześniej mieszkając w Missisipi. Kon w kawałkach grupy D12 mniej udziela się jak raper, ale więcej jako producent. Pomagał Eminemowi podczas jego solowych projektach i był głównym „dostarczycielem bitów” dla Parszywej Dwunastki. Jego pasją jest robienie bitów, jak sam mówi: „Lubię rapować, ale jak zasiądę i robię jakiś nowy bit, to po prostu jest to uczucie nie do opisania”.
Kon Artis należy do D12 od samego początku. Razem z Kunivą tworzą duet Da Brigade, niestety nie wydali żadnej płyty, ponieważ ich wytwórnia Federation Records zbankrutowała i nie zdążyła wydać ich albumu.
Mr. Porter wyprodukował bity dla takich artystów jak Royce da 5’9”, Busta Rhymes, Guilty Simpson, Pharoahe Monch, Method Man, Slaughterhouse, Little Brother, Snoop Dogg, 50 Cent, Jadakiss.

## Dyskografia

### D12
- Devil’s Night (2001)
- D12 World (2004)